# Balboa (Panama)
Pour les articles homonymes, voir Balboa.
Balboa est un district de la ville de Panama, capitale de la République du Panama. Située à l'extrémité sud du Canal de Panama, sur sa rive orientale, il était jusqu'en 1979 le centre administratif du territoire qui entourait celui-ci, et qui dépendait alors des États-Unis.

## Histoire
La région fut nommée en l'honneur de Vasco Núñez de Balboa, le conquistador espagnol, premier européen à avoir formellement atteint l'océan Pacifique en 1513 ; elle comprend le port de Balboa (le principal port de la ville) où est situé le bâtiment de l'Administration du Canal. Sa population était de 1 214 habitants au recensement de 1990.
Jusqu'en 1979, date à laquelle la région cessa d'exister, c'était le centre administratif de la zone du canal de Panama, les États-Unis ayant un contrôle complet dessus. Considérée comme une ville à part entière par les Américains, elle est aujourd'hui gouvernée par le maire de Panama, et fait partie de la ville.

## Axes de communication et transports
Balboa possède un aéroport (Howard Air Force Base, code AITA : BLB) situé aux coordonnées 8° 58′ 23″ N, 79° 33′ 20″ O.
Le port de Balboa est également le point de départ de la ligne de la Compagnie des chemins de fer du canal de Panama (en), qui longe le canal jusqu'au port de Colón sur la façade atlantique.